# 12e corps (Royaume-Uni)
Pour les articles homonymes, voir 12e corps d'armée.
Le XIIe corps est un corps d'armée de l'armée britannique qui a combattu dans les Première et Seconde Guerres mondiales. 
Pendant la Première Guerre mondiale, il faisait partie de la Force britannique Salonique sur le front macédonien. Pendant la Seconde Guerre mondiale, il faisait partie de la 2e armée britannique lors de l'opération Overlord et de la campagne de l'Europe du Nord-Ouest qui a suivi en 1944-1945.

## Première Guerre mondiale
Le XIIe corps a été formé en France le 8 septembre 1915 sous le commandement du lieutenant général Henry Fuller Maitland Wilson (en). En novembre 1915, le corps est envoyé de France avec les 22e, 26e et 28e divisions sous commandement pour renforcer les forces alliées sur le front macédonien. Wilson et son quartier général (QG) arrivent au port de Salonique le 12 novembre, mais le commandant de la Force britannique de Salonique (BSF) convoque l'état-major de XIIe corps pour établir son propre QG. Le 14 décembre 1915, le War Office sanctionne la création de deux corps au sein du BSF, qui provoque ainsi la réformation du XIIe corps par Wilson.
Après une période de maintien de la position défensive connue sous le nom de « cage à oiseaux » autour de Salonique, le XIIe corps déménage dans le pays en juillet 1916, prenant le contrôle d'anciennes positions françaises, mais seule une partie est impliquée dans les combats pendant l'été et l'automne. Le XIIe corps est sélectionné pour attaquer les positions bulgares à l'ouest du lac Doiran en avril 1917. La zone à attaquer est « le rêve d'un défenseur, étant une masse enchevêtrée de collines coupées par de nombreux ravins».  Wilson planifie une opération en trois étapes pour capturer les trois lignes de défense, précédée d'un bref bombardement intense. Le commandant de la BSF, George Milne, estime que ses effectifs sont trop limités et réduit cela à un assaut plus petit sur la première ligne de défense uniquement, précédé d'un bombardement de trois jours pour neutraliser les batteries ennemies et détruire les tranchées et les barbelés. Ceci, bien sûr, perd l'élément de surprise et les Bulgares sont bien conscients de ce qui va se passer. Seules trois brigades sont engagées, mais les pertes sont importantes et peu de terrain est gagné. Dans une deuxième attaque deux semaines plus tard, les troupes d'assaut réussissent à traverser le no man's land, mais il est difficile de ramener des informations aux QG et certaines compagnies ont tout simplement disparu.
Cette 1re bataille de Doiran est un échec et, avec de nombreuses troupes retirées sur d'autres théâtres, le XIIe corps n'a pas d'autre choix de lancer une attaque majeure avant le 18 septembre 1918. Ce jour-là, avec deux brigades de la 22e division et de la division grecque Seres, le XIIe corps échoue à prendre « Pip Ridge » et « Grande Couronne ». Le lendemain, l'attaque est renouvelée avec une brigade de la 27e division appuyée par les restes de la 22e division, de la division Seres et du 2e régiment français de Zouaves. Une fois de plus, l'attaque échoue avec de lourdes pertes. Cependant, la 2e bataille de Doiran atteint son objectif en détournant l’attention bulgare de la principale poussée franco-serbe du général Franchet d’Esperey, qui franchit les lignes bulgares plus à l’ouest. Le 21 septembre, le BSF reçoit l'ordre de poursuivre les Bulgares en retraite, avec le XIIe corps en tête. La Bulgarie signe un armistice avec les Alliés le 29 septembre, mais le XIIe corps continue d'avancer à travers la Bulgarie vers la frontière turque, jusqu'à ce que les Turcs ottomans signent également l' armistice de Mudros le 31 octobre. 
Le XIIe corps occupe des parties de la Turquie européenne et Wilson est nommé GOC des forces alliées de Gallipoli et du Bosphore. Le 11 février 1919, le XIIe corps cesse d'exister, Wilson devenant commandant des forces alliées turques en Europe, de l'armée britannique de Salonique et de l'armée britannique de la mer Noire,. 

### Ordre de bataille de la Première Guerre mondiale
Ordre de bataille (mars 1917)
- 22e division d'infanterie
- 26e division d'infanterie
- 60e division d'infanterie

Troupes de corps :
- 1 / 1er Lothians and Border Horse

## Seconde Guerre mondiale

### Défense intérieures
Le XIIe corps, reformé en 1940, passe sous la direction du commandant en chef des forces intérieures au début de la Seconde Guerre mondiale. Il est alors basé au 10 Broadwater Down à Royal Tunbridge Wells dans le Kent,. Le lieutenant-général Bernard Montgomery en fut le commandant du 27 avril 1941 au 13 août 1942, date à laquelle il fut envoyé en Égypte pour prendre le commandement de la huitième armée britannique.
Ordre de bataille, juin - octobre 1940
- 1re London Infantry Division (rebaptisée 56e (London) division d'infanterie le 18 novembre 1940)
- 45e division d'infanterie
- Royal Artillery[17],[18]
  - 60e (North Midland) régiment de campagne, Royal Artillery
  - 88e (2e West Lancashire) régiment de campagne, Royal Artillery
  - 74e régiment moyen, Royal Artillery

### Europe du Nord-Ouest
Maintenant commandé par le lieutenant-général Neil Ritchie, le XIIe corps est désigné comme l'un des corps de suivi de la 2e armée britannique, commandé par le lieutenant-général Miles Dempsey, et est envoyé en Normandie dans le cadre de l'opération Overlord, peu de temps après l'invasion alliée de la Normandie en juin 1944. En juillet, il prend le commandement des troupes détenant la région de la vallée de l'Odon en juillet 1944 (auparavant sous le commandement du VIIIe corps du lieutenant-général Richard O'Connor). Le XIIe corps prend ensuite part à une action de diversion dans la région avant l'opération Goodwood (18-20 juillet 1944), avant d'être impliqué dans les combats vers le sud hors de cette zone en août. Le XIIe corps est la dernière affectation de la 59e division d'infanterie (Staffordshire) avant le démantèlement de celle-ci, en raison d'une grave pénurie de main-d'œuvre à la fin du mois d'août.
Le XIIe corps soutient le flanc gauche du XXXe corps lors de l'opération Market Garden en septembre 1944 ; mais, comme le VIIIe corps sur le flanc droit, celui-ci a du mal à suivre le rythme de l'avance rapide du XXXe corps. Cela laisse les flancs du XXXe corps exposés aux contre-attaques allemandes sur ses lignes de communication. Le XIIe corps combat ensuite dans le reste de la campagne, lors des opérations Pheasant, Blackcock et plus tard lors de l'invasion de l'Allemagne .
Ordre de bataille, juin 1944

Officier général commandant lieutenant-général Neil Ritchie
Troupes de corps:
- 1er The Royal Dragoons (en) (voitures blindées)
- 86e (5e Devon) régiment antichar, Royal Artillery[20]
- 112e régiment anti-aérien léger (Light Anti-Aircraft Regiment), Royal Artillery[21]
- 7e régiment d'arpentage, Royal Artillery[22]
- Troupes du XIIe corps, Royal Engineers[23],[24]
- Signaux du XIIe corps, Royal Corps of Signals

Formations attachées :
- 43e division d'infanterie (Wessex)
- 53e division d'infanterie (galloise)
- 3e groupe d'armées, artillerie royale[25]
  - 6e régiment de campagne, RA[26]
  - 13e régiment moyen, RA[27]
  - 59e (4e West Lancashire) Medium Regiment, RA[28]
  - 67e régiment moyen, RA[29]
  - 72e régiment moyen, RA[30]
  - 59e régiment lourd (The Royal Newfoundland Regiment), RA[31],[32]

Divisions attachées à d'autres moments :
- 15e division d'infanterie (Scottish)
- 43e division d'infanterie (Wessex)
- 46e division d'infanterie
- 52e division d'infanterie (Lowland)
- 56e division d'infanterie (London)
- 59e division d'infanterie (Staffordshire)

Ordre de bataille, 14-26 janvier 1945 (opération Blackcock)
- 7e division blindée
- 52e division d'infanterie (Lowland)
- 43e division d'infanterie (Wessex)
- En support :
  - 8e brigade blindée
  - 214e brigade d'infanterie
  - 6e brigade de chars de la garde
  - 79e division blindée
  - 3e et 9e Army Group Royal Artillery

## Commandants successifs
- Juin 1940 - avril 1941 : Lieutenant-général Andrew Thorne (en)
- 1941 - novembre 1941 : Lieutenant-général Bernard Montgomery
- Novembre 1941 - septembre 1942 : Lieutenant-général James Gammell (en)
- Novembre 1942 - novembre 1943 : Lieutenant-général Montagu Stopford
- Décembre 1943 - mai 1945 : Lieutenant-général Neil Ritchie